# Samoas fodboldlandshold
Samoas fodboldlandshold repræsenterer Samoa i fodboldturneringer og kontrolleres af Samoas fodboldforbund.